# Contea di Conargo
La contea di Conargo è una Local Government Area che si trova nel Nuovo Galles del Sud. Essa si estende su una superficie di 8.751 chilometri quadrati e ha una popolazione di 1.689 abitanti. La sede del consiglio si trova a Conargo.